# Niccolò Lancillotto
Niccolò Lancillotto (Urbino, ... – 1558) è stato un religioso italiano.
Entrò a far parte della comunità dei Gesuiti nel 1541. 
Raggiunse Goa nel 1545 e fu uno dei missionari più attivi in Oriente fino alla sua morte nel 1558. 
Del suo soggiorno in Giappone ci sono pervenute due relazioni al governatore dell'India Garcia de Sà indirizzate successivamente a Ignazio di Loyola dal Lancillotto con alcune varianti.
Questi due brevi rapporti risalenti al 1548, cinque anni dopo la scoperta dell'arcipelago giapponese da parte dei portoghesi, sono preziosi perche sono i primi testimoni della presenza di italiani in Giappone dopo l’evocazione di Marco Polo di Cipango; e anche preziosi perché contengono una descrizione del Giappone e delle pratiche particolarmente religiose dei giapponesi del cinquecento.